# Fossalto
Fossalto község (comune) Olaszország Molise régiójában, Campobasso megyében.

## Fekvése
A megye nyugati részén fekszik. Határai: Castropignano, Limosano, Pietracupa, Salcito, Sant’Angelo Limosano és Torella del Sannio.

## Története
A település első említése a 12. századból származik Fossaceca néven. A 19. században nyerte el önállóságát, amikor a Nápolyi Királyságban felszámolták a feudalizmust.

## Népessége
A népesség számának alakulása:

## Főbb látnivalói
- Sant’Agnese-templom